# Pseudoterpnini
De Pseudoterpnini zijn een geslachtengroep van vlinders uit de familie spanners (Geometridae).

## Geslachten
- Absala
- Actenochroma
- Aeolochroma
- Aplasta
- Archichlora
- Austroterpna
- Calleremites
- Chlorodrepana
- Crypsiphona
- Cyneoterpna
- Dindica
- Dindicodes
- Epipristis
- Heliomystis
- Herochroma
- Holoterpna
- Hypobapta
- Hypodoxa
- Limbatochlamys
- Lophophelma
- Lophothorax
- Metallolophia
- Metaterpna
- Mictoschema
- Mimandria
- Orthorisma
- Pachista
- Pachyodes
- Paraterpna
- Pingasa
- Protophyta
- Pseudoterpna
- Psilotagma
- Pullichroma
- Rhuma
- Sundadoxa